# Mexikóvárosi főegyházmegye
A mexikói Mexikóvárosi főegyházmegye (spanyolul: Arquidiócesis Primada de México, latinul: Archidioecesis Mexicanensis) a római katolikus egyház egyik főegyházmegyéje. Szuffragán egyházmegyéje az Azcapotzalcói, az Iztapalapai és a Xochimilcói egyházmegye. Érseki székvárosa Mexikóváros, székesegyháza a Mária Mennybemenetele székesegyház, érseke Carlos Aguiar Retes bíboros.
Az egyik legnépesebb főegyházmegye a világon. Csak a guadalajarai, sao pauloi és a milánói főegyházmegye népesebb ennél.

## Főpásztorok
| No. | név                                                  | kezdete              | vége                 |
| --- | ---------------------------------------------------- | -------------------- | -------------------- |
| 1   | Juan de Zumárraga, O.F.M.                            | 1530. augusztus 20.  | 1548. június 3.      |
| 2   | Alonso de Montúfar, O.P.                             | 1551. október 5.     | 1572. március 7.     |
| 3   | Pedro Moya de Contreras                              | 1573. június 17.     | 1591. december 7.    |
| 4   | Alfonso Fernández de Bonilla                         | 1592. május 22       | 1600                 |
| 5   | García de Santa María Mendoza y Zúñiga, O.S.H.       | 1601. február 22.    | 1606. október 5.     |
| 6   | García Guerra, O.P.                                  | 1607. december 3.    | 1612. február 22.    |
| 7   | Juan Pérez de la Serna                               | 1613. május 13.      | 1627. július 19.     |
| 8   | Francisco de Manso Zuñiga y Sola                     | 1627. augusztus 9.   | 1634. július 20.     |
| 9   | Francisco Verdugo Cabrera                            | 1636. szeptember 9.  | ?                    |
| 10  | Feliciano de la Vega Padilla                         | 1639. március 22.    | 1640. december       |
| 11  | Juan de Mañozca y Zamora                             | 1643. november 16.   | 1650. december 12.   |
| 12  | Marcelo Lopez de Azcona                              | 1652. április 29.    | 1654. november 10.   |
| 13  | Mateo de Sagade de Bugueyro                          | 1655. szeptember 19. | 1664. június         |
| 14  | Juan Alonso de Cuevas y Davalos                      | 1664. április 28.    | 1665. szeptember 2.  |
| 15  | Marcos Ramírez de Prado y Ovando, O.F.M.             | 1666. december 15.   | 1667. március 14.    |
| 16  | Payo Enríquez de Rivera, O.S.A.                      | 1668. szeptember 17. | 1681. június 30.     |
| 17  | Francisco de Aguiar y Seijas y Ulloa                 | 1682. augusztus 20.  | 1698. augusztus 16.  |
| 18  | Juan de Ortega Cano Montañez y Patiño                | 1699                 | 1708. december 16.   |
| 19  | José Pérez de Lanciego Eguiluz y Mirafuentes, O.S.B. | 1714. március 21.    | 1728. január 25.     |
| 20  | Manuel José de Hendaya y Haro                        | 1728                 | 1729                 |
| 21  | Juan Antonio de Vizarrón y Eguiarreta                | 1730. július 24.     | 1747. január 25.     |
| 22  | Manuel José Rubio y Salinas                          | 1748. január 29.     | 1765. július 3.      |
| 23  | Francisco Antonio de Lorenzana y Butrón              | 1766. április 14.    | 1771. augusztus 22.  |
| 24  | Alonso Núñez de Haro y Peralta                       | 1772. március 30.    | 1800. május 26.      |
| 25  | Francisco Javier de Lizana y Beaumont                | 1802. május 24.      | 1815. január 1.      |
| 26  | Pedro José de Fonte y Hernández Miravete             | 1815. szeptember 4.  | 1837. december 28.   |
| 27  | Manuel Posada y Garduño                              | 1839. december 23.   | 1846. április 30.    |
| 28  | José Lázaro de la Garza y Ballesteros                | 1850. szeptember 30. | 1862. március 11.    |
| 29  | Pelagio Antonio de Labastida y Dávalos               | 1863. március 19.    | 1891. február 4.     |
| 30  | Próspero María Alarcón y Sánchez de la Barquera      | 1891. december 17.   | 1908. március 29.    |
| 31  | José Mora y del Rio                                  | 1908. december 2.    | 1928. április 22.    |
| 32  | Pascual Díaz y Barreto, S.J.                         | 1929. június 25.     | 1936. május 19.      |
| 33  | Luis María Martínez y Rodríguez                      | 1937. február 20.    | 1956. február 9.     |
| 34  | Miguel Darío Miranda y Gómez                         | 1956. június 28.     | 1977. július 19.     |
| 35  | Ernesto Corripio y Ahumada                           | 1977. július 19.     | 1994. szeptember 29. |
| 36  | Norberto Rivera Carrera                              | 1995. június 13.     | 2017. december 7.    |
| 37  | Carlos Aguiar Retes                                  | 2017. december 7.    | jelenleg             |

### Segédpüspökök

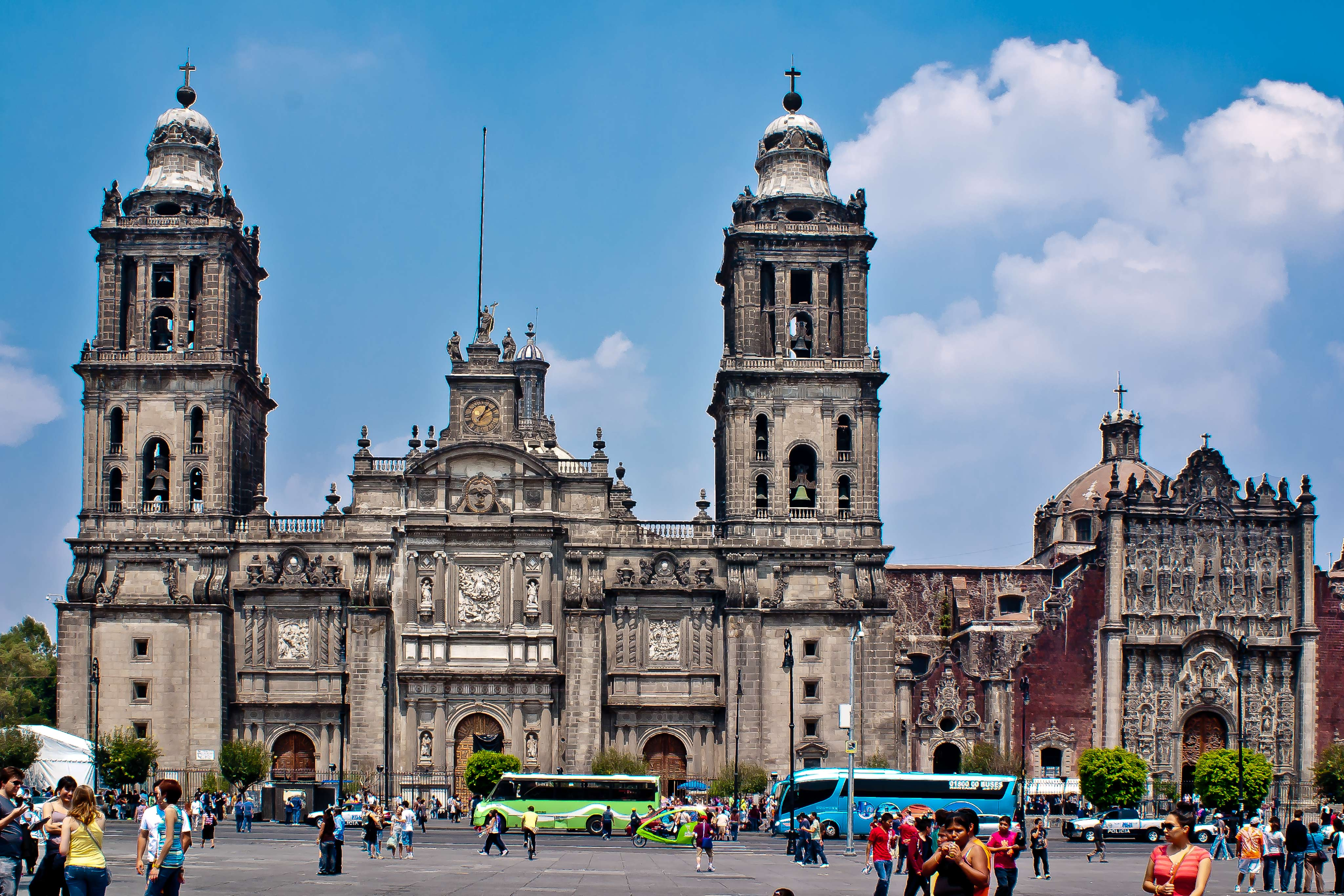
A mexikóvárosi főszékesegyház

- Rogelio Esquivel Medina (kinevezve 2001. június 27-én)
- Antonio Ortega Franco, C.O. (kinevezve 11 February 2004. február 11-én)
- Carlos Briseño Arch, O.A.R. (kinevezve 20 May 2006. május 20-án)
- Florencio Armando Colin Cruz (2008. november 27. óta)
- Jesús Antonio Lerma Nolasco (kinevezve 2009. május 7-én)
- Adolfo Miguel Castaño Fonseca (kinevezve 2010 június 22-én)
- Andrés Vargas Peña (kinevezve 2010. június 22-én)
- Crispin Ojeda Márquez (kinevezve 2011. június 4-én)
- Jorge Estrada Solórzano (kinevezve 2013. május 28-án)

### Egykori segédpüspökök
- Juan Manuel de Irrizarri y Peralta (1840. április 27. – 1849. március 27.)
- Maximino Ruiz y Flores (1920. március 8. – 1949. május 11.)
- Francisco Orozco Lomelín (1952. március 19. – 1990. október 17.)
- José Villalón Mercado (1952. április 1. – 12 September 1977)
- Alfredo Torres Romero (1967. december 30. – 4 January 1975)
- Jorge Martínez Martínez (1971. június 5. – 1 August 1994)
- Javier Lozano Barragán (1979. június 5. – 28 October 1984)
- Francisco María Aguilera González (1979. június 5. – 12 January 1996)
- Luis Mena Arroyo (1979. július 27. – 9 September 1995)
- Carlos Talavera Ramírez (1980. január 15. – 14 March 1984)
- Genaro Alamilla Arteaga (1980. január 26. – 10 October 1989)
- Ricardo Watty Urquidi, M.Sp.S. (1980. május 27. – 6 November 1989)
- Abelardo Alvarado Alcántara (1985. április 26. – 22 July 2008. július 22.)
- José de Jesús Martínez Zepeda (1997. március 11. – 2004. január 3.)
- Marcelino Hernández Rodríguez (1998. január 5. – 2008. február 23.)
- José Luis Fletes Santana (2000. január 29. – 2003. május 31.)
- Guillermo Rodrigo Teodoro Ortiz Mondragón (2000. január 29. – 2005. október 19.)
- Felipe Tejeda García, M.Sp.S. (29 January 2000. január 29. – 2010. július 30.)
- Jonás Guerrero Corona (2001. június 27. – 2011. március 18.)
- Francisco Clavel Gil (2001. június 27. – 2013. május 28.)
- José Víctor Manuel Valentín Sánchez Espinosa (2004. március 2. – 5 February 2009. február 5.)

### Püspökök, akik egykor az egyházmegye papjai voltak
- Bernardo Gárate y López de Arizmendi (1819. december 15. – 1863. március 19.)
- Manuel Fulcheri y Pietrasanta (1898. december 17. – 1912. május 6.)
- Gerardo Anaya y Diez de Bonilla (1904. április 2. – 1920. március 8.)
- Arturo Vélez Martínez (1934. június 29. – 1951. február 8.)

## Szomszédos egyházmegyék
- Tolucai főegyházmegye (délnyugat)
- Azcapotzalcói egyházmegye (nyugat)
- Tlalnepantlai főegyházmegye (északnyugat)
- Cuautitláni egyházmegye (észak)
- Ecatepeci egyházmegye (északkelet)
- Nezahualcóyotli egyházmegye (kelet)
- Iztapalapai egyházmegye (délkelet)
- Xochimilcói egyházmegye (délkelet)
- Cuernavacai egyházmegye (dél)

## Fordítás
Ez a szócikk részben vagy egészben  a   Roman Catholic Archiocese of Mexico című angol Wikipédia-szócikk fordításán alapul.  Az eredeti cikk szerkesztőit annak laptörténete sorolja fel. Ez a jelzés csupán a megfogalmazás eredetét és a szerzői jogokat jelzi, nem szolgál a cikkben szereplő információk forrásmegjelöléseként.